# 瓦爾德巴赫河 (加伯爾巴赫河支流)
49°36′36.97″N 9°9′42.57″E / 49.6102694°N 9.1618250°E
瓦爾德巴赫河是德國的河流，位於該國東南部，由巴伐利亞負責管轄，屬於加伯爾巴赫河的左支流，河道全長10.6公里，流域面積27.3平方公里。